# Anna Louisa Karsch
Anna Louisa Karsch (született Dürbach) (Hammer, Lubusi vajdaság, 1722. december 1. – Berlin, 1791. október 12.) német költőnő.

## Élete
15 éves koráig marhapásztor volt. Alig 16 éves korában, 1738-ban egy Michael Hirsekorn posztószövő neje lett, akitől 11 évi házasság után elvált és 1749-ben egy Daniel Karsch nevű szabóhoz ment férjhez, akinek iszákossága iszonyú nyomorba taszította. Kottwitz báró, akinek tetszését Karsch alkalmi költeményeivel megnyerte, Berlinbe vitte, ahol megismerkedett az irodalmi előkelőségekkel. Innen kezdve folyton jelentek meg tőle költemények, amelyek gazdag képzelőtehetségéről és költői szelleméről tanúskodtak. Későbbi versei azonban kevésbé voltak sikeresek. Költeményeinek Gleim rendezte kiadása (Berlin, 1764) 2000 tallér tiszta jövedelmet hozott, amelyet Karsch barátai raktak össze. Mindezek dacára folyton pénzzavarban volt és egyre zaklatta pártfogóit. II. Frigyes Vilmos porosz király trónra lépése után házat építtetett neki. Leánya, Karoline Louise von Klenke 1792-ben kiadta anyja verseit és életrajzát.